# نورمان كامبل (لاعب كرة قدم أسترالية)
نورمان كامبل (بالإنجليزية: Norm Campbell)‏ هو لاعب كرة قدم أسترالية أسترالي، ولد في 4 مارس 1919 في Thornbury, Victoria ‏ في أستراليا، وتوفي في 9 يناير 1981.

## وصلات خارجية
- نورمان كامبل على موقع AustralianFootball.com (الإنجليزية)
- نورمان كامبل على موقع AFLtables.com (الإنجليزية)